# William Callow
William Callow, född 28 juli 1812 i Greenwich, Kent, Storbritannien, död 20 februari 1908 i Buckinghamshire, Storbritannien, var en brittisk akvarell- och landskapsmålare.

## Biografi
William Callow gick under 1820-talet som lärling hos etsaren Theodore Fielding. År 1829 skickades han sedan till Paris för att arbeta med Newton Fielding. I den franska huvudstaden, där han verkade fram till 1841, undervisades han i akvarellmåleri av Charles Bentley och blev så småningom omtalad för sina pittoreska motiv. År 1831 ställde han vid Parissalongen ut en akvarell med motiv av Richmond Hill. Under tiden i Paris var han även själv lärare, bland annat för den franska kungafamiljen.
Från 1841 och framåt arbetade han i London som teckningslärare och landskapsmålare. Han rönte särskilt framgång med sina venetianska vyer.
År 1846 gifte sig Callow med eleven Harriet Smart och från 1855 bodde de i Great Missenden i Buckinghamshire. År 1883 blev han änkling. Året därpå gifte han om sig med Mary Louisa Jefferay.
Under sin levnad reste Callow även till Italien, Schweiz, Tyskland, Belgien, Nederländerna.
Som konstnär kom han att specialisera sig i maritima och topografiska motiv.

## Bilder

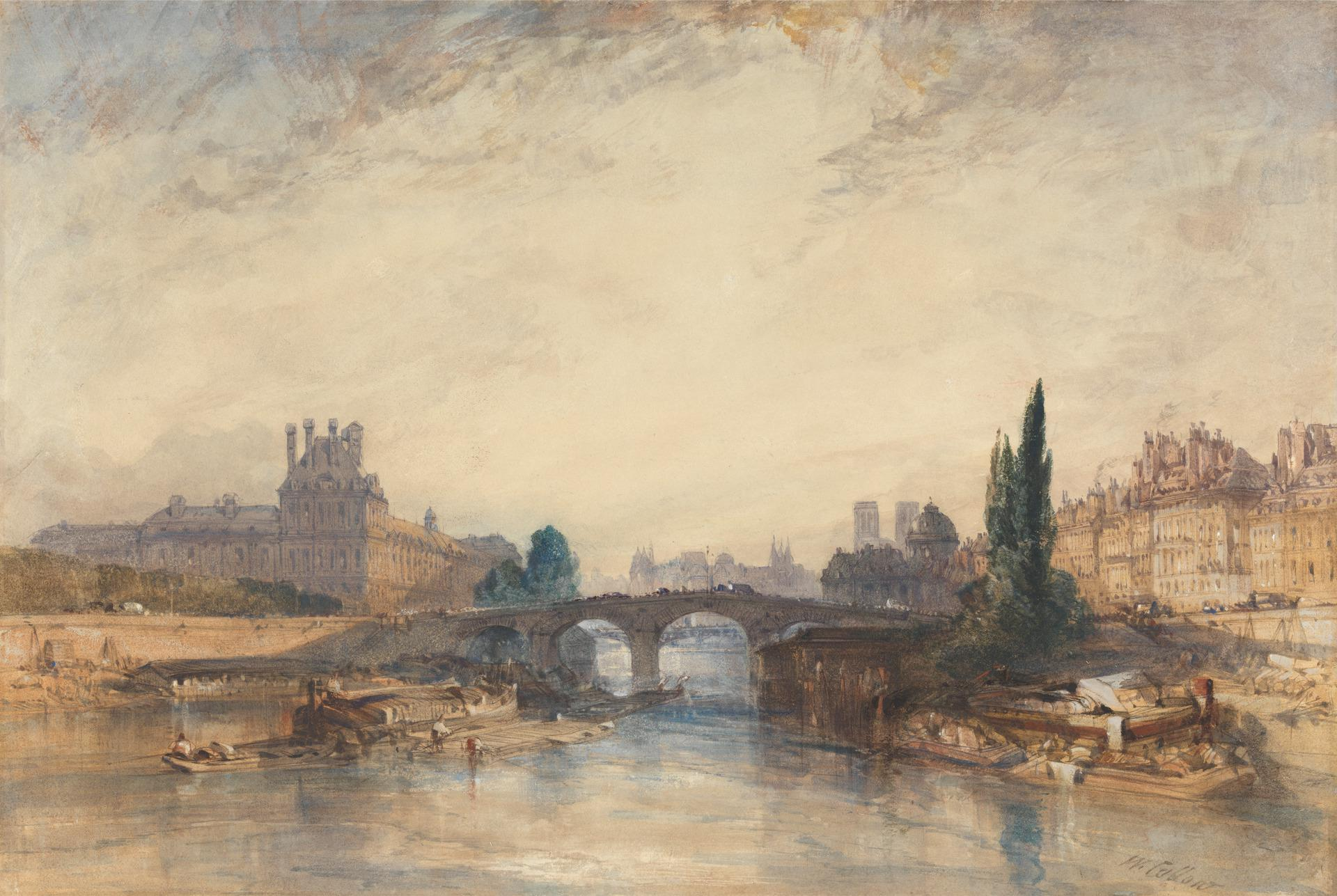
View of the Pont Royal (c:a 1833)
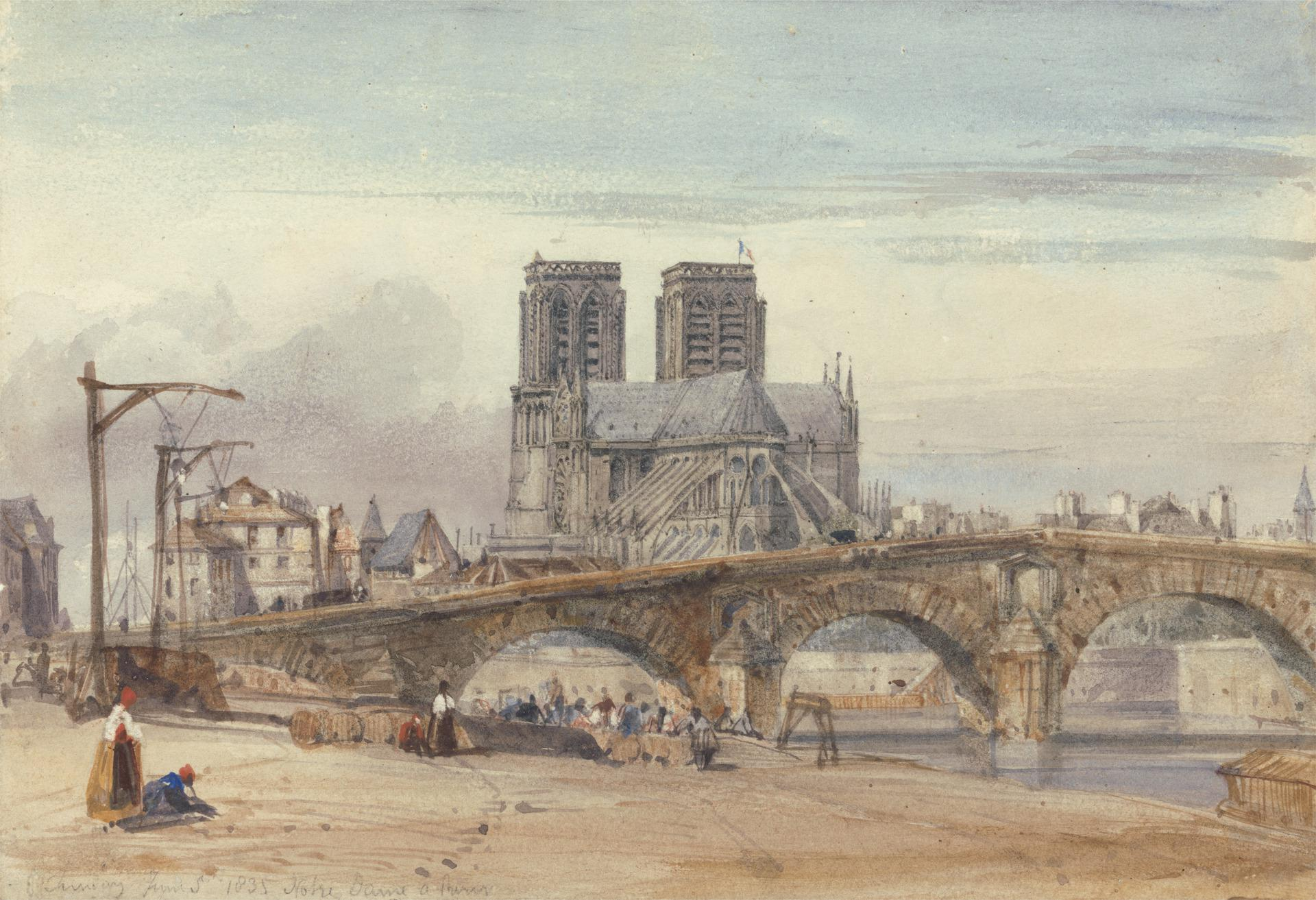
Notre Dame, Paris (1835)
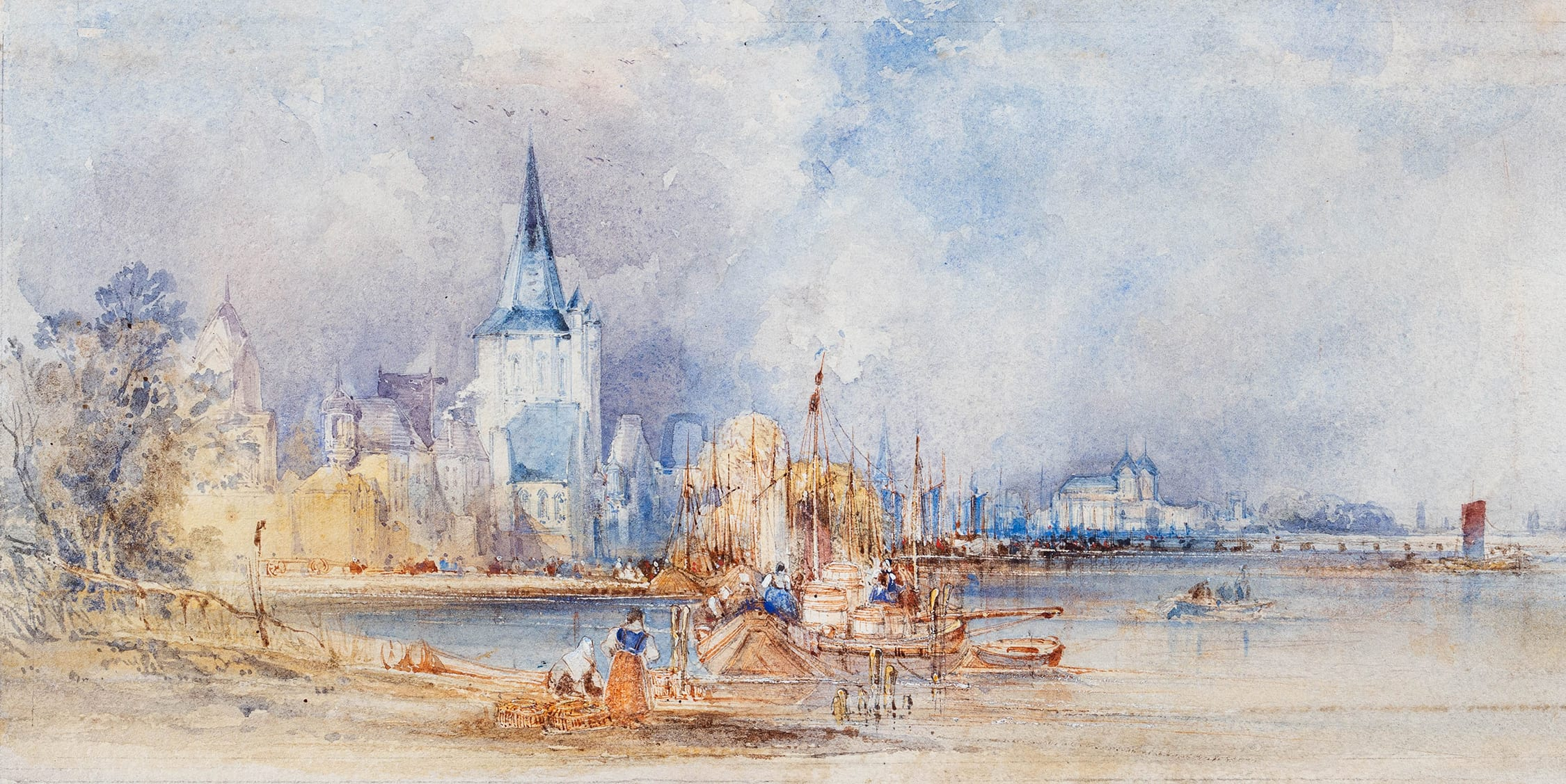
A View of Mainz (c:a 1835)
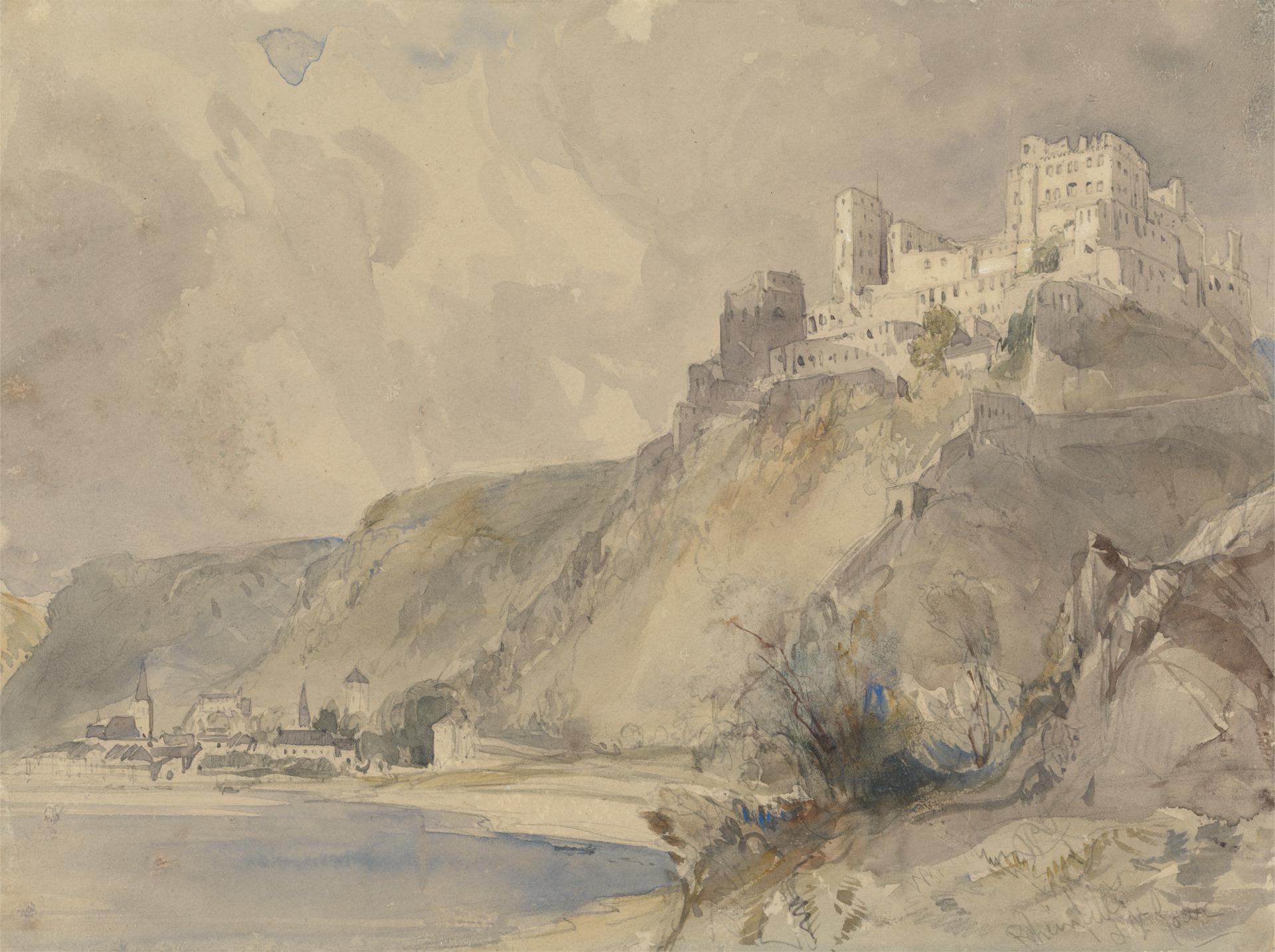
Rheinfels and St. Goar (1838)
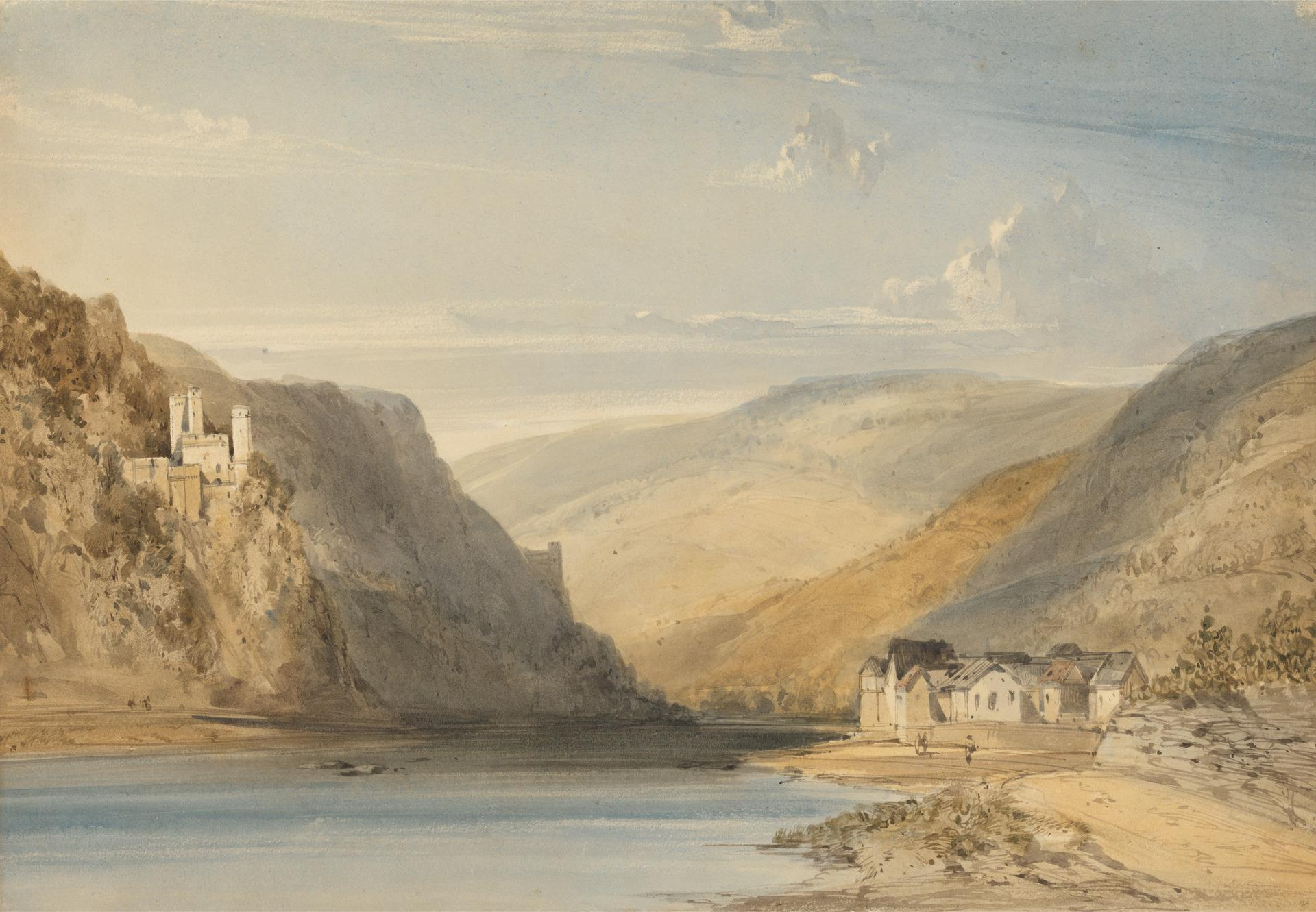
The Rhine at Assmannshausen (1863)
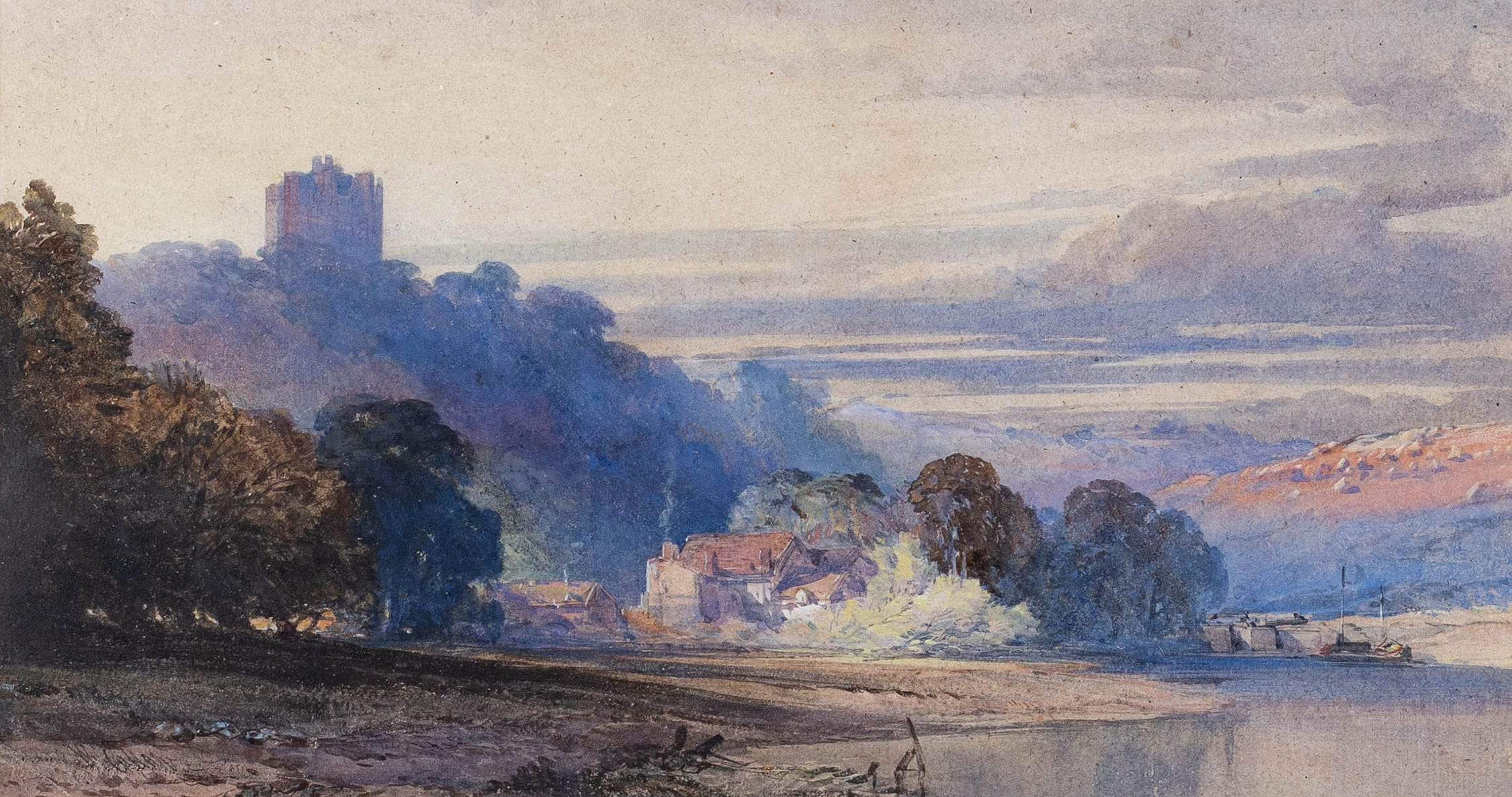
Castle above a river valley (c:a 1870)
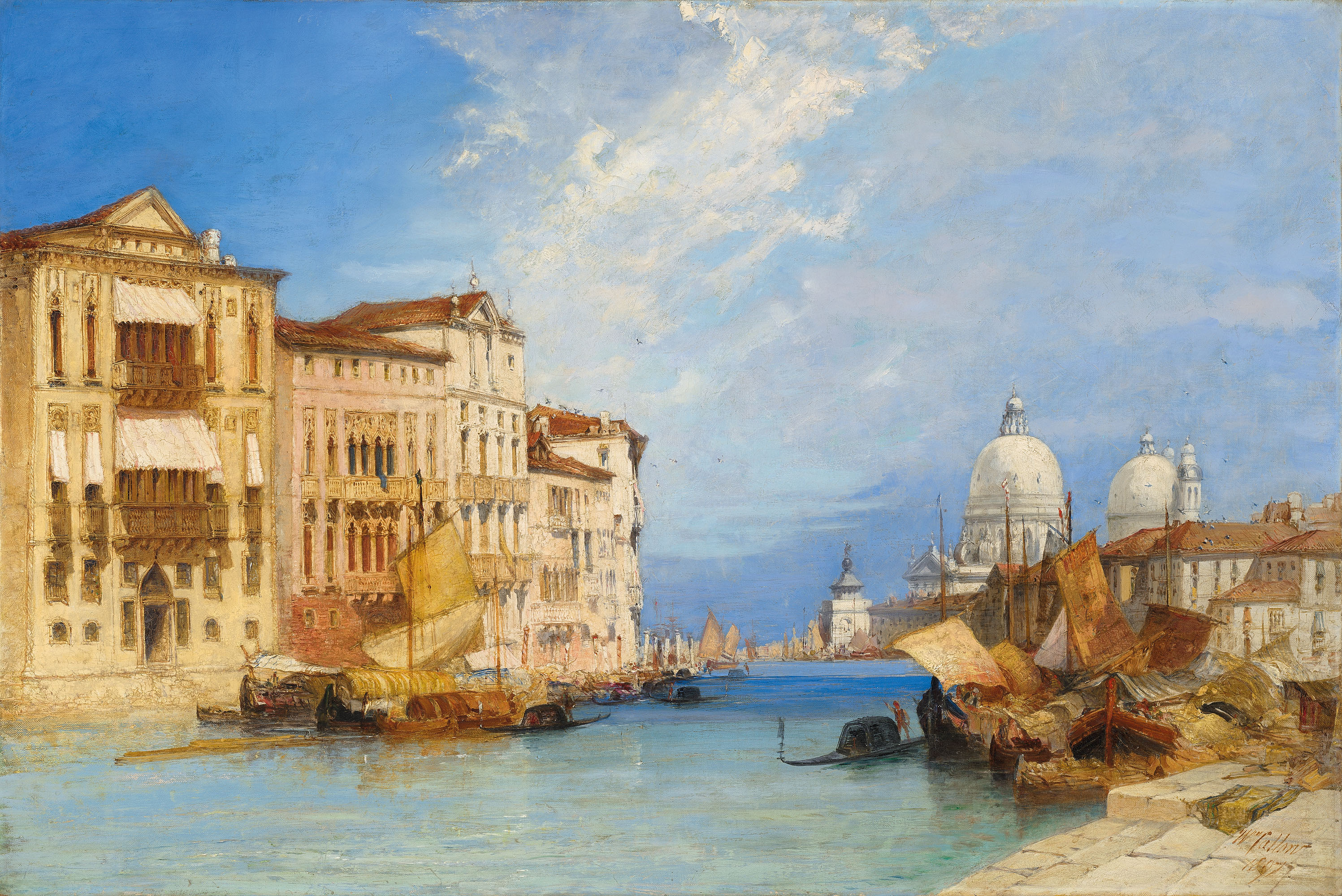
The Grand Canal, Venice (1897)